# Peters NSW Open Tournament of Champions 1995
Das Peters NSW Open Tournament of Champions 1995 waren ein Tennisturnier der WTA Tour 1995 für Damen sowie ein Tennisturnier der ATP Tour 1995 für Herren, welche zeitgleich vom 9. bis zum 15. Januar 1995 in Sydney stattfanden.